# Skylark Award
Der Skylark Award (offiziell der Edward E. Smith Memorial Award oder auch E. E. Smith Memorial Award for Imaginative Fiction) ist ein amerikanischer Literaturpreis, der seit 1966 an bekannte Science-Fiction-Autoren in Würdigung ihres Lebenswerks verliehen wird, die sowohl durch ihr Werk als auch durch ihre Persönlichkeit beispielhaft die Qualitäten des 1965 verstorbenen Edward E. Smith verkörpern, unter anderem Autor des Skylark-Romanzyklus. Der Preis wird von der New England Science Fiction Association (NESFA) jährlich bei der Boskone, der in Boston stattfindenden Convention der NESFA vergeben. 
Der Preis ist eine Trophäe mit einer großen Linse auf einem Sockel, in Anspielung auf Smiths bekannten Lensmen-Zyklus (englisch lens „Linse“).

## Preisträger
- 2024 Ellen Kushner und Delia Sherman
- 2023 John Scalzi
- 2022 Mary Robinette Kowal
- 2021 Anthony R. Lewis
- 2020 Betsy Wollheim
- 2019 Melinda Snodgrass
- 2018 Daniel M. Kimmel
- 2017 Jo Walton
- 2016 Gardner Dozois
- 2015 Moshe Feder
- 2014 Robert J. Sawyer
- 2013 Ginjer Buchanan
- 2012 Sharon Lee & Steve Miller
- 2011 Lois McMaster Bujold
- 2010 Omar Rayyan
- 2009 Terry Pratchett
- 2008 Charles Stross
- 2007 Beth Meacham
- 2006 David G. Hartwell
- 2005 Tamora Pierce
- 2004 George R. R. Martin
- 2003 Patrick Nielsen Hayden & Teresa Nielsen Hayden
- 2002 Dave Langford
- 2001 Ellen Asher
- 2000 Bruce Coville
- 1999 Bob Eggleton
- 1998 James White
- 1997 Hal Clement
- 1996 Joe Haldeman & Gay Haldeman
- 1995 Mike Resnick
- 1994 Esther M. Friesner
- 1993 Tom Doherty
- 1992 Orson Scott Card
- 1991 David A. Cherry
- 1990 Jane Yolen
- 1989 Gene Wolfe
- 1988 C. J. Cherryh
- 1987 Vincent Di Fate
- 1986 Wilson (Bob) Tucker
- 1985 Jack Williamson
- 1984 Robert Silverberg
- 1983 Andre Norton
- 1982 Poul Anderson
- 1981 Frank Kelly Freas
- 1980 Jack L. Chalker
- 1979 David Gerrold
- 1978 Spider Robinson
- 1977 Jack Gaughan
- 1976 Anne McCaffrey
- 1975 Gordon R. Dickson
- 1974 Ben Bova
- 1973 Larry Niven
- 1972 Lester del Rey
- 1971 (nicht vergeben)
- 1970 Judy-Lynn Benjamin del Rey
- 1969 Hal Clement
- 1968 John W. Campbell
- 1967 Isaac Asimov
- 1966 Frederik Pohl